# Phoenix
Phoenix è la capitale e città più popolosa dello Stato dell'Arizona. Con 1 608 139 abitanti (a partire dal 2020), Phoenix è la quinta città più popolosa a livello nazionale, la più popolosa capitale statale degli Stati Uniti, e l'unica capitale statale con una popolazione di oltre un milione di abitanti.
Phoenix è l'ancora dell'area metropolitana di Phoenix, conosciuta anche come Valley of the Sun, che a sua volta fa parte della Salt River Valley. L'area metropolitana è la dodicesima per popolazione negli Stati Uniti, con circa 4.9 milioni di abitanti a partire dal 2020. Inoltre, Phoenix è il capoluogo della contea di Maricopa, e, con 517,9 miglia quadrate (1341 km²), è la città più grande dello stato, più del doppio delle dimensioni di Tucson e una delle più grandi città degli Stati Uniti.
Fondata nel 1867 come comunità agricola vicino alla confluenza dei fiumi Salt e Gila, Phoenix fu incorporata come città nel 1881. Diventò la capitale dell'Arizona nel 1889. Situata nella parte nord-orientale del deserto di Sonora, Phoenix ha un clima desertico. Nonostante questo, il suo sistema di canali ha portato a una fiorente comunità agricola, molte delle colture originali rimasero parti importanti dell'economia di Phoenix per decenni, come l'erba medica, il cotone, gli agrumi e il fieno (importante per l'industria del bestiame). Il cotone (cotton), il bestiame (cattle), gli agrumi (citrus), il clima (climate) e il rame (copper) erano conosciuti localmente come le "cinque C" dell'economia di Phoenix. Queste industrie rimasero le forze motrici della città fino a dopo la seconda guerra mondiale, quando le aziende tecnologiche iniziarono a spostarsi nella valle e l'aria condizionata rese le calde estati di Phoenix più sopportabili.
La città ha registrato un tasso di crescita della popolazione annuale del quattro percento su un periodo di 40 anni dalla metà degli anni 1960 alla metà degli anni 2000. Questo tasso di crescita è rallentato durante la grande recessione tra il 2007 e il 2009 e ha registrato un rimbalzo lento. Phoenix è il centro culturale della Valley of the Sun, così come dell'intero stato.

## Geografia fisica

### Territorio
Secondo lo United States Census Bureau, ha un'area totale di 518,90 mi² (1 343,94 km²).

### Clima
È tipicamente desertico, con poche piogge e temperature elevate durante gran parte dell'anno. Le precipitazioni sono fortemente irregolari tra settembre e la prima metà di luglio: può accadere che non cada neanche una goccia d'acqua per oltre 3/4 mesi consecutivi. Tra la metà di luglio e settembre aumenta l'umidità per le correnti provenienti dal golfo della California e sovente possono verificarsi temporali (alcuni anche molto violenti) che scaricano la maggior parte dell'accumulo annuale. Questo è di circa 100-200 mm ma è variabile e negli ultimi 5-6 anni a stento ha raggiunto gli 80-100 mm.
Le temperature sono elevate: la media delle massime e minime nel mese più caldo (luglio) è di 41 °C / 27 °C, a gennaio 18 °C / 6 °C, ma nell'ultimo decennio sono state molto più elevate delle medie ufficiali. Da aprile a ottobre fa parecchio caldo, ma va notato che l'umidità è bassissima: intorno al 10-20% (tuttavia aumenta sino a 50-60% tra luglio e agosto e le temperature scendono di alcuni gradi). In questi mesi è possibile avere spesso valori tra i 40-45 °C, che però si possono superare solo in alcune eccezionali ondate di caldo. Per quanto riguarda i record, la temperatura massima mai registrata è stata di +50 °C (122 °F) nel giugno 1990, mentre quella dei mesi più freddi (dicembre e gennaio) è stata +31 °C. La minima record risale invece al gennaio 1913 con −8,5 °C (temperature negative sono state registrate anche a novembre, dicembre, febbraio e marzo). Gli inverni sono comunque piacevoli, con temperature che facilmente superano i 20 °C di massima. La neve è caduta sporadicamente (anche con accumuli al suolo nell'ordine di 0,2/0,4 centimetri).

## Origini del nome
Il nome della città deriva dalla parola latina phoenix, che si riferisce alla Fenice, il favoloso uccello che gli antichi credevano fosse l'unico essere a rinascere dalle proprie ceneri. L'impulso per il nome, che simboleggia la nascita di una nuova civiltà sulle rovine degli insediamenti degli Hohokam, gli fu dato da Phillip Darrell Duppa.

## Storia

### Preistoria
L'area ora occupata dalla città di Phoenix fu abitata più di mille anni dalla tribù degli Hohokam. In questa città fu costruito il primo impianto di irrigazione della Valle del Sole, un regime di canali di circa 217 km di lunghezza che permetteva di trasportare l'acqua dal Salt River, cosa che permise la creazione delle prime aziende agricole nel mezzo del deserto. Le rovine di Pueblo Grande occupate tra il 700 e il 1400 d.C. sono i resti del primo insediamento della città.
Padre Eusebio Kino (1645 – 1711) era stato uno dei primi europei a visitare il luogo nel XVII e XVIII secolo. Gli spagnoli si concentrarono principalmente sulle missioni per la tribù dei Pima nel sud dell'Arizona, quindi la valle del Salt River rimase disabitata per diversi secoli prima del 1860.

### Origini della città
Alla fine della guerra messico-statunitense nel 1848, gran parte del nord del Messico fu annesso agli Stati Uniti e comprendeva anche il Territorio del Nuovo Messico (tra cui l'attuale area di Phoenix). Nel 1867 l'avventuriero Jack Swilling si fermò a riposare a nord dei monti "White Tank". Egli scoprì nell'area numerose zone agricole, che necessitavano soltanto dell'acqua. Nel 1868 costruì un canale che trasportava l'acqua dal Salt River e fondò una piccola colonia a circa 6 chilometri dall'attuale città. La città fu ufficialmente riconosciuta il 4 maggio 1868.

### La prosperità e la modernità
L'arrivo della ferrovia nel 1880 fu il primo dei molti eventi che rivoluzionarono l'economia di Phoenix. La città divenne un centro del commercio dei prodotti che raggiungevano i mercati delle coste est ed ovest. La Camera di Commercio di Phoenix è stata creata nel 1888.
Nel 1902, il presidente Theodore Roosevelt permise la costruzione di dighe ad ovest, soddisfacendo così le esigenze degli abitanti della "Valle del Sole". Nel 1911 la diga di Roosevelt, una delle più grandi del mondo, divenne operativa. La diga formò anche il lago Roosevelt che ampliò l'irrigazione. Il 14 febbraio 1912, il presidente William Howard Taft creò lo Stato dell'Arizona e Phoenix ne divenne la capitale.
L'economia della città è in crescita e dinamica; l'attuale PIL dell'Arizona è di 247 miliardi di dollari, il 70% di ciò corrisponde a Phoenix e la sua area metropolitana.

## Società

### Evoluzione demografica
Secondo il censimento del 2020, la popolazione era di 1 608 139 abitanti.

### Etnie e minoranze straniere
Secondo il censimento del 2010, la composizione etnica della città era formata dal 65,85% di bianchi, il 6,48% di afroamericani, il 2,24% di nativi americani, il 3,15% di asiatici, lo 0,18% di oceaniani, il 18,48% di altre etnie, e il 3,62% di due o più etnie. Ispanici o latinos di qualunque etnia erano il 50,15% della popolazione.

## Istruzione
La città è sede dell'Università di Phoenix. 

## Infrastrutture e trasporti
Phoenix è servita dagli aeroporti di Phoenix-Sky Harbor e Phoenix-Mesa Gateway, e dalla tranvia di Phoenix. A Phoenix troviamo anche l'edificio più alto dell'Arizona con i suoi 147 metri: la Chase Tower.

### Cultura
A Phoenix è ubicato Aholi Park, parco dedicato ad Aholi, uno spirito divino nella mitologia degli Hopi, tribù di nativi americani della parte sud-ovest degli Stati Uniti.

## Amministrazione

### Gemellaggi
- Calgary, dal 1997
- Catania, dal 2001
- Chengdu, dal 1987
- Ennis, dal 1988
- Grenoble, dal 1990

- Hermosillo, dal 1976
- Himeji, dal 1976
- Praga, dal 2013
- Ramat Gan, dal 2005
- Taipei, dal 1979

## Sport
Phoenix è rappresentata in tutte le principali leghe professionistiche statunitensi:
- Gli Arizona Cardinals (NFL - football americano) giocano nello State Farm Stadium di Glendale
- I Phoenix Suns (NBA - pallacanestro) giocano al Footprint Center
- Gli Arizona Coyotes (NHL - hockey su ghiaccio) giocano alla Mullett Arena di Tempe
- Gli Arizona Diamondbacks (MLB - baseball) giocano al Chase Field
- Gli Arizona Rattlers (IFL - Indoor Football) giocano al Footprint Center
- I Phoenix Mercury (WNBA - pallacanestro femminile) giocano al Footprint Center

La città ha anche ospitato tre edizioni del Gran Premio degli Stati Uniti della Formula 1 tra il 1989 e il 1991, su circuito cittadino chiamato Phoenix Street Circuit.